# Way Away
Way Away è un singolo del gruppo musicale statunitense Yellowcard, pubblicato nel 2003 ed estratto dall'album Ocean Avenue.

## Tracce
1. Way Away - 3:22
2. Hey Mike - 4:01
3. Avondale (Acoustic) - 3:37
4. Way Away (Video)
5. Behind the Scenes Footage (Video)